# Équipe d'Uruguay de football à la Copa América 1946
L'équipe d'Uruguay de football à la Copa América 1946 participe à sa 18e Copa América lors de cette édition 1946 qui se tienten Argentine du 12 janvier au 10 février 1946.

## Résultats

### Classement final
Les six équipes participantes sont réunies au sein d'une poule unique où chaque formation rencontre une fois ses adversaires. À l'issue des rencontres, l'équipe classée première remporte la compétition.
|   | Équipe    | Pts | J | G | N | P | BP | BC | Diff |
| - | --------- | --- | - | - | - | - | -- | -- | ---- |
| 1 | Argentine | 10  | 5 | 5 | 0 | 0 | 17 | 3  | +14  |
| 2 | Brésil    | 7   | 5 | 3 | 1 | 1 | 13 | 7  | +6   |
| 3 | Paraguay  | 5   | 5 | 2 | 1 | 2 | 8  | 8  | 0    |
| 4 | Uruguay   | 4   | 5 | 2 | 0 | 3 | 11 | 9  | +2   |
| 5 | Chili     | 4   | 5 | 2 | 0 | 3 | 8  | 11 | -3   |
| 6 | Bolivie   | 0   | 5 | 0 | 0 | 5 | 4  | 23 | -19  |

| 16 janvier | Uruguay   | 1 | 0 | Chili   |
| 23 janvier | Brésil    | 4 | 3 | Uruguay |
| 29 janvier | Uruguay   | 5 | 0 | Bolivie |
| 2 février  | Argentine | 3 | 1 | Uruguay |
| 8 février  | Paraguay  | 2 | 1 | Uruguay |

### Matchs
| 16 janvier 1946 | Uruguay    | 1 – 0 | Chili | Stade Gasómetro (Buenos Aires)                         |                                                        |
| | Medina 34e | (1 - 0) |       | Spectateurs : 50 000 Arbitrage : Mário Silveira Vianna | Spectateurs : 50 000 Arbitrage : Mário Silveira Vianna |
| Máspoli - Pini, Tejera - Durán, Mañay ( 46e Varela), Prais - Castro, Medina, Schiaffino, Riephoff ( 74e Vázquez), Zapirain | Équipes    | Fernández - Salfate, Pino - Las Heras, Sepúlveda, Carvallo - Castro, Cremaschi, Araya ( Sáez), Vera ( Clavería), Medina ( Romo) |       | Spectateurs : 50 000 Arbitrage : Mário Silveira Vianna | Spectateurs : 50 000 Arbitrage : Mário Silveira Vianna |

| 23 janvier 1946 | Brésil                                 | 4 – 3 | Uruguay                       | Stade Gasómetro (Buenos Aires)                      |                                                     |
| | Jair 1re, 16e · Heleno 39e · Chico 44e | (4 - 2) | Medina 25e, 70e · Vázquez 37e | Spectateurs : 40 000 Arbitrage : Cayetano de Nicola | Spectateurs : 40 000 Arbitrage : Cayetano de Nicola |
| Ary - Newton, Norival - Zezé Procópio, Rui, Jaime de Almeida ( Aleixo) - Tesourinha, Zizinho, Heleno, Jair ( Ademir), Chico ( Eduardo Lima) | Équipes                                | Máspoli - Pini, Tejera - Sabatel, Varela, Prais ( 46e Cajiga) - Volpi, Medina, Schiaffino ( 46e García), Vázquez, Zapirain |                               | Spectateurs : 40 000 Arbitrage : Cayetano de Nicola | Spectateurs : 40 000 Arbitrage : Cayetano de Nicola |

| 29 janvier 1946 | Uruguay                                | 5 – 0 | Bolivie | Libertadores de América (Avellaneda)            |                                                 |
| | Medina 1re, 25e, 30e, 78e · García 75e | (3 - 0)                                                                                                  |         | Spectateurs : 30 000 Arbitrage : Higinio Madrid | Spectateurs : 30 000 Arbitrage : Higinio Madrid |
| Máspoli - Pini, Possamai - Sabatel, Durán ( 46e Mañay), Cajiga - Volpi, Medina, García ( 80e Gómez), Riephoff, Zapirain ( 46e Castro) | Équipes                                | Arraya - Alcha, Prieto - Vargas, Fernández, Calderón - González ( Peñaloza), Ortega, Vega, Peredo, Orgaz |         | Spectateurs : 30 000 Arbitrage : Higinio Madrid | Spectateurs : 30 000 Arbitrage : Higinio Madrid |

| 2 février 1946 | Argentine                                | 3 – 1 | Uruguay      | Stade Gasómetro (Buenos Aires)                         |                                                        |
| | Pedernera 32e · Labruna 46e · Méndez 72e | (1 - 0) | Riephoff 59e | Spectateurs : 80 000 Arbitrage : Mário Silveira Vianna | Spectateurs : 80 000 Arbitrage : Mário Silveira Vianna |
| Vacca - Salomón, Sobrero - Fonda ( 65e Sosa), Strembel ( 65e Ongaro), Pescia - De la Mata, Méndez, Pedernera, Labruna, Loustau | Équipes                                  | Máspoli - Pini, Tejera - Sabatel ( 77e), Varela ( 46e Durán), Cajiga - Volpi, Medina ( 73e Gómez), García ( 80e Schiaffino), Riephoff, Zapirain |              | Spectateurs : 80 000 Arbitrage : Mário Silveira Vianna | Spectateurs : 80 000 Arbitrage : Mário Silveira Vianna |

| 8 février 1946 | Paraguay                     | 2 – 1 | Uruguay        | Stade Gasómetro (Buenos Aires)                         |                                                        |
| | Villalba 37e · Rodríguez 75e | (1 - 0) | Schiaffino 57e | Spectateurs : 22 000 Arbitrage : Mário Silveira Vianna | Spectateurs : 22 000 Arbitrage : Mário Silveira Vianna |
| S. García - Hugo, Casco - I. García ( Coronel), Ramírez, Cantero - Calonga ( Ferreira), Sánchez, Marín ( Rodríguez), Benítez Cáceres, Villalba | Équipes                      | Máspoli - Pini, Possamai - Sabatel, Varela ( 46e Durán), Cajiga - Castro ( 80e Medina), Volpi, García, Riephoff, Schiaffino |                | Spectateurs : 22 000 Arbitrage : Mário Silveira Vianna | Spectateurs : 22 000 Arbitrage : Mário Silveira Vianna |

## Navigation